# پیتر دو مونتفورد
پیتر دو مونتفورد (انگلیسی: Peter de Montfort؛ زاده حدود ۱۲۰۵ - درگذشته ۴ اوت ۱۲۶۵) یک سیاست‌مدار اهل بریتانیا بود، او یک نجیب‌زاده، سرباز و دیپلمات انگلیسی بود، نام وی به عنوان اولین کسی ثبت شده که بدون داشتن عنوان یا ریاست در پارلمان انگلستان به عنوان سخنگوی پارلمان برگزیده شده و امروزه یک دفتر به نمایندگی از خاندان وی به عنوان رئیس مجلس عوام شناخته شده و دائر است، پیتر یکی از منتخبین بارون‌ها برای رایزنی با هنری سوم در طول دوران بحران قانون اساسی در سال ۱۲۵۸ بود، وی بعدها حامی اصلی سیمون دو مونتفورد، ششمین ارل لستر گردید که علیه پادشاه بود، در نهایت پیتر و سیمون هر دو در نبرد ایوشام به تاریخ ۴ اوت ۱۲۶۵ کشته شدند.